# Jesús Olmos
Jesús Olmos Moreno, detto El Tuto (Chihuahua, 20 luglio 1910 – Chihuahua, 25 ottobre 1988), è stato un cestista messicano.

## Carriera
Ha vinto la medaglia di bronzo con il Messico alle Olimpiadi di Berlino 1936, giocando sette partite.